# Chroustovice
Chroustovice – miasteczko i gmina w Czechach, w powiecie Chrudim, w kraju pardubickim. Według danych z dnia 1 stycznia 2013 liczyła 1 250 mieszkańców.